# Mike Vanhamel
Mike Vanhamel, né le 16 novembre 1989 à Ixelles (Bruxelles) en Belgique, est un footballeur belge qui joue au poste de gardien de but.

## Biographie

### Carrière en club

#### Débuts en Belgique
Mike Vanhamel commence le football dès son plus jeune âge au club du Royal Sporting Club Anderlecht. Il rejoint le Sporting de Charleroi en 2005. En 2006, il signe en D2 belge au Oud-Heverlee Louvain et passe par la même occasion professionnel. 

#### Carrière en France
Convoité par son ancien club, le RSC Anderlecht, il préfère signer au Havre AC en 2007. En 2008 il est finaliste du championnat de France des 18 ans.
Il résilie son contrat le 17 août 2011 afin de rejoindre le club de football belge du KVC Westerlo, relégué en D2 belge en fin de saison.
Après un essai concluant, il trouve un accord de principe le 24 juillet 2012 avec le Stade lavallois,,. Intronisé titulaire à l'été 2013 à la place d'Arnaud Balijon, il ne convainc pas, et doit céder sa place à Lionel Cappone, initialement recruté comme troisième gardien. Philippe Hinschberger déclarera en février que le Belge était sans doute « sa plus grosse erreur » en début de saison. En fin de saison 2013-2014, son contrat avec le Stade lavallois n'est pas renouvelé.

#### Retour en Belgique
Il quitte le Lierse en division 1B pour le KV Ostende le 31 août 2017 .
Le 15 mai 2018, Mike Vanhamel signe pour quatre saisons, plus une en option, au K Beerschot VA, en D1B. Les bonnes prestations du portier font que la direction des Rats prolonge, en 2020, son contrat de quatre saisons supplémentaires, soit jusqu'en 2024.
Lors de la saison 2021-2022, le club anversois n'arrive pas à quitter la dernière place de la D1A. Le 12 janvier 2022, après une humiliante défaite à domicile face à Anderlecht (0-7), Vanhamel perd à la fois le brassard de capitaine et à la fois sa place de titulaire au profit de Wouter Biebauw. Le 5 mars 2022, la direction du Beerschot décide de rétrograder le gardien dans la hiérarchie (numéro 3 derrière Wouter Biebauw et le jeune Antoine Lejoly).
À l'issue de la saison 2022-2023, il quitte le Beerschot et rejoint la RAAL La Louvière.

### Carrière en sélection nationale
Mike Vanhamel est un ancien international espoir belge. Il est appelé dans les diverses catégories de jeunes. Il joue ainsi pour les -15 ans, -17 ans, -19 ans et enfin les espoirs.

## Palmarès

### En club
|  |  | Le Havre AC - Championnat de France de Ligue 2 (1) : - Champion : 2008 |  | NEC Nimègue - Championnat des Pays-Bas de deuxième division (1) : - Champion : 2015 |  | RWS Bruxelles - Championnat de Belgique de deuxième division (1) : - Champion : 2016 |

|  |  | Beerschot VA - Championnat de Belgique de deuxième division (1) : - Champion : 2020 - Vice-champion : 2019 |  | RAAL La Louvière - Championnat de Belgique de Nationale 1 (1) : - Champion : 2024 |